# Cappella della Compagnia della Santissima Annunziata
La cappella della Compagnia della Santissima Annunziata si trova a Chianni, in provincia di Pisa.

## Storia e descrizione
L'edificio, completamente interrato, probabilmente fu costruito durante i lavori di ampliamento della parrocchiale, nei primi anni del XVIII secolo.
La sua importanza si deve alle decorazioni musive che ricoprono sia l'ampia volta a botte della copertura, sia le pareti laterali. Si tratta di un ciclo di affreschi eseguito dal pisano Giovanni Battista Tempesti nel 1739. Nella volta sono raffigurati l'Eterno, la Natività di Cristoe l'Assunzione della Vergine. Agli angoli dell'episodio centrale spiccano le figure, dipinte a monocromo, dei quattro profeti, Isaia, Abacuc, David, Michaea.
Sull'altare, risalente al 1750, le statue dell'Angelo annunciante e della Madonna annunciata, in gesso dipinto a smalto.